# Mallama
Mallama è un comune della Colombia facente parte del dipartimento di Nariño.
L'abitato venne fondato da Crisanto Orbes e Miguel Estupiñán nel 1646.